# AC 378 GT 자가토
AC 378 GT 자가토(영어: AC 378 GT Zagato)는 AC 카스에서 2012년에 등장한 스포츠카이다.